# ノーマン・フィンケルスタイン

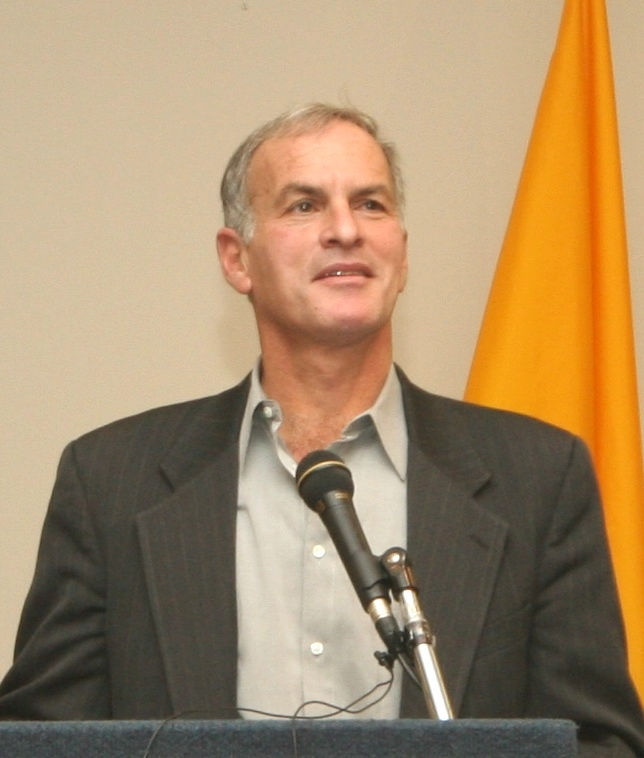
ノーマン・フィンケルスタイン（2005年）

ノーマン・ゲーリー・フィンケルスタイン（Norman Gary Finkelstein, 1953年12月8日 - ）は、アメリカ合衆国の政治学者、活動家。父親はアウシュヴィッツ＝ビルケナウ強制収容所収監の、母親はマイダネク強制収容所収監のユダヤ人生存者である。
ニューヨークブルックリン区生まれ。1988年にプリンストン大学より博士号を取得している。
プリンストンの院生時代に、パレスチナ人はもともと存在しなかったとするジョーン・ピーターズの著書『From Time Immemorial（邦題：ユダヤ人は有史以来）』を批判する論文を発表して以来、反シオニズム的立場からの研究を進める。

## 「ホロコースト産業」の批判者
フィンケルスタインは著書『ホロコースト産業』の中で、アメリカのユダヤ人エリート（イスラエル・ロビーなど）が自らの政治的・経済的利益にそぐわないものに対して反ユダヤ主義のレッテルを貼りつけることで、ホロコースト被害者としてのユダヤ人の立場を濫用していると強く批判した。また、近年イスラエルやユダヤ人団体がホロコースト生還者の定義を拡大させている点に触れ、そのことを理由にアメリカのユダヤ人団体が過大な賠償請求を行っているとした上で、受け取った賠償金をホロコースト生還者へ適切に分配せずに自らの事業に流用するなどして私物化していると批判し、その実例としてスイスの銀行への集団訴訟の経過を分析した。『ホロコースト産業』は当初はアメリカ国外、特にドイツで話題となった。
その後、アメリカ国内でもこの本が取り上げられるようになると、批判の対象となったユダヤ人団体名誉毀損防止同盟（ADL）等は、“ホロコースト否定論者・歴史修正主義者や反ユダヤ主義者を利する行動をとっている”、“自己嫌悪のユダヤ人だ”などとして、フィンケルスタインを強く非難した。事実、ホロコースト否定論者や反ユダヤ主義者たちは自らの主張に説得力を持たせるために、ホロコーストの事実を否定していないフィンケルスタインの本意から離れた形で、彼の議論を利用している現状がある。一方で、著名なホロコースト研究者のラウル・ヒルバーグや、フィンケルスタイン自身が強く影響を受けたと公言しているノーム・チョムスキー等は、彼の議論を支持している。

## アラン・ダーショウィッツとのトラブル
2005年に発表した『イスラエル擁護論批判』では、著名な弁護士として知られるアラン・ダーショウィッツ（ハーバード大学法学教授）が発表して話題となったイスラエル擁護の書『ケース・フォー・イスラエル―中東紛争の誤解と真実』に対して、虚偽に満ちているとして徹底した批判を展開したが、『イスラエル擁護論批判』出版に際してはダーショヴィッツとの間に様々なトラブルが発生した。
ダーショウィッツは“フィンケルスタインのしていることは中傷であり、学術的研究には当たらない”と主張し、『イスラエル擁護論批判』の出版差し止めをカリフォルニア州知事（当時）のアーノルド・シュワルツェネッガーに依頼したり、出版元のカリフォルニア大学出版局に高額訴訟をほのめかす等の行動をとっている。また出版後には、准教授を務めていたシカゴのデポール大学で間近に迫っていた終身在職権（テニュア）の取得が大学上層部によって急遽否決されるという事件があり、結局フィンケルスタインは同大学を退職する結果となったが、フィンケルスタイン側はこの件にもダーショウィッツのロビー活動が関与していたとしている。。

## 著書

### 単著
- Image and Reality of the Israel-Palestine Conflict. (London:Verso, 1995, 2nd ed., 2003).
- The Holocaust Industry: Reflection on the Exploitation of Jewish Suffering. (London:VERSO, 2000).

立木勝訳『ホロコースト産業――同胞の苦しみを「売り物」にするユダヤ人エリートたち』（三交社, 2004年）
- Beyond Chutzpah: on the Misuse of Anti-Semitism and the Abuse of History. (Berkeley, CA: University of California Press, 2005).

立木勝訳『イスラエル擁護論批判――反ユダヤ主義の悪用と歴史の冒涜』（三交社, 2007年）

### 共著
- A Nation on Trial: the Goldhagen Thesis and Historical Truth. with Ruth Bettina Birn, (New York, NY: Henry Holt and Company, 1998).

## 注
1. ↑  http://democracynow.jp/stream/070509-2/
2. ↑  http://www.normanfinkelstein.com/article.php?pg=11&ar=34
3. ↑  TENURE DENIED http://www.normanfinkelstein.com/article.php?pg=11&ar=1070
4. ↑  http://democracynow.jp/stream/070417-1/